# Goregrind
Das musikalische Genre Goregrind (von Gore und Grindcore) ist ein Subgenre des Grindcore mit deutlichen Einflüssen aus dem Death Metal, dessen Herkunft musikwissenschaftlich nicht geklärt ist. Umstritten bleibt, ob der Goregrind primär dem Grindcore oder dem Death Metal entstammt, da es Parallelen zu beiden Stilrichtungen des harten und aggressiven Metals gibt. Vieles spricht dafür, den alten Begriff des „Gore-Grind Death Metal“ auf dieses Subgenre anzuwenden und von einer kaum mehr zu bestimmenden Vermischung zweier Stilrichtungen auszugehen.
Hauptkriterium des Goregrinds sind die besonderen Gesangstechniken. Sie reichen von sehr tiefen und oftmals zusätzlich verzerrtem Gegrunze (Growlen) bis hin zu Gegurgel (gutturaler Gesang), das durch sogenannte Pitch-Shifter-Geräte erzeugt wird, um den Gesang bis zur Unkenntlichkeit zu verzerren, wobei derartiges aber teilweise auch von reinen Death-Metal-Bands verwendet wird (Beispiel: Fleshcrawl). Das Ergebnis des verzerrten Gesangs ist meist eine entmenscht klingende Stimme, die vom tierischen Gegrunze bis hin zum Geblubber reicht (weshalb dieser Gesang mancherorts als „Frog-Noise“ bezeichnet wird). Eine Besonderheit ist der unverzerrte gutturale Gesang, der durch das Einsaugen von Luft bei gleichzeitig geschlossenen Stimmritzen erzeugt wird (Pig Squeals) (Beispiel: Jig-Ai aus Tschechien) – hierbei klingt die Stimme durch das reibende beziehungsweise blubbernde Geräusch besonders verfremdet und entmenscht. Der Gesang ist als das Hauptcharakteristikum dieses Sub-Genres anzusehen, da andere Elemente (Blastbeats, „Groove-Parts“, sehr hoher Kreischgesang) sehr wohl im Death Metal als auch im Grindcore vorkommen. Manchmal wird auch ein Drumcomputer für die Perkussion benutzt. Vor allem heutzutage kommen durch die technologische Weiterentwicklungen immer mehr Ein-Mann-Projekte hervor, da Drumcomputer und Gitarrenprogramme sehr gute Ergebnisse liefern.
Die Texte behandeln meist Themen aus Horror-, insbesondere Gore- und Kannibalenfilmen sowie Szenarien über Gewalt und Grausamkeit im Zusammenleben von Menschen. Oft wird im Goregrind sehr viel Wert auf Groove gelegt, unter anderem durch extrem langsame Passagen ausgedrückt, sogenannten Moshparts (beispielsweise Meatknife). Sehr häufig werden allerdings auch Blastbeats eingesetzt. Goregrind ist äußerst eng mit dem Porngrind verwandt, der Übergang ist fließend und die einzige Unterscheidung kann darin getroffen werden, dass die Texte des Porngrinds pornographische Inhalte behandeln. Jedoch fließen dabei häufig gewaltbehandelnde Inhalte ein, weshalb eine Unterscheidung nur schwer möglich ist.
Allgemein kann gesagt werden, dass es eine Vielzahl von Unterkategorien gibt, die Unterschiede jedoch meist nur gering und für Laien ohnehin praktisch nicht zu erkennen sind. Im Allgemeinen ist hier, wie in nahezu allen musikalischen Subgenres, die Beobachtung zu machen, dass viele Bands eigene Spielarten ins Leben rufen, die sich nur durch kleine Details oder gar allein durch das Band-Image unterscheiden (Beispiel: Exhumed mit dem Albumtitel „Gore-Metal“).
Ebenfalls in enger Verbindung zum Goregrind steht der Cybergrind, bei dem zusätzliche elektronische Mittel herangezogen werden, um den Sound zu verändern.

## Bands (Auswahl)
Gründungsväter sind Carcass, Impetigo und Repulsion, die allesamt auch einen massiven Einfluss auf die Entstehung und Verbreitung von Grindcore hatten.
- Cliteater
- Cock and Ball Torture
- The County Medical Examiners
- Dead Infection
- Disgorge (Mexico)
- Exhumed
- General Surgery
- Gorerotted
- Gruesome Stuff Relish
- GUT
- Haemorrhage
- Jig-Ai
- Last Days of Humanity
- Lymphatic Phlegm
- Regurgitate
- Squash Bowels
- Sublime Cadaveric Decomposition
- Tu Carne